# Nymphavus progenitor
Nymphavus progenitor — викопний вид сітчастокрилих комах родини Nymphidae, що існував у крейдовому періоді (99 млн років тому). Відомий з решток личинки першої стадії (німфи), що знайдена у бірманському бурштині. На спині личинки зберігся камуфляж з піщинок та сміття, який характерний також і для сучасних личинок Nymphidae.